# Mercedes Roldós
María Mercedes Roldós Caballero, née le 6 mars 1956 à Mugardos, est une femme politique espagnole membre du Parti populaire (PP).
Elle est déléguée du gouvernement dans les îles Canaries entre décembre 2016 et juin 2018.

## Biographie

### Vie privée
Elle est mariée et mère d'une fille.

### Formation et vie professionnelle
Elle est titulaire d'une licence en médecine et chirurgie. Elle est spécialisée en biochimie clinique et exerce au service d'analyses cliniques de l'hôpital universitaire de Grande Canarie.

### Députée régionale puis nationale
D'abord membre du Parti socialiste ouvrier espagnol où elle a été membre de la direction du PSOE de Grande Canarie, elle quitte la formation en 1994 et intègre le Parti populaire. En 1999, elle est élue députée au Parlement des Canaries où elle siège jusqu'en 2015. Lors des élections générales de 2004, elle est élue députée au Congrès des députés pour la circonscription de Las Palmas. Elle occupe son siège jusqu'en 2007.
De juillet 2007 à octobre 2010, elle est conseillère à la Santé du gouvernement des Canaries. En juillet 2015, elle est désignée sénatrice par le Parlement des Canaries. Elle démissionne de son mandat sénatorial le 15 décembre 2016.

### Déléguée du gouvernement
Le 17 décembre 2016, elle est nommée déléguée du gouvernement dans les Îles Canaries par le président du gouvernement Mariano Rajoy en remplacement de Enrique Hernández Bento, destitué.